# Rionegro del Puente
Rionegro del Puente ist ein nordwestspanischer Ort und eine Gemeinde (municipio) mit nur noch 234 Einwohnern (Stand: 2024) im Süden der Provinz Zamora in der Autonomen Gemeinschaft Kastilien-León. Zur Gemeinde gehören neben dem namensgebenden Hauptort Rionegro del Puente die Ortschaften Santa Eulalia del Río Negro, Valleluengo und Villar de Farfón.

## Lage und Klima
Rionegro del Puente liegt am westlichen Rand der Kastilischen Hochebene (Meseta Iberica) in einer Höhe von ca. 800 m. Die Provinzhauptstadt Zamora ist gut 75 km (Fahrtstrecke) in südöstlicher Richtung entfernt. Das gemäßigte Kontinentalklima wird nur selten vom Atlantik beeinflusst; Regen (581 mm/Jahr) fällt vorwiegend im Winterhalbjahr.

## Bevölkerungsentwicklung
| Jahr      | 1970 | 1981 | 1991 | 2001 | 2011 | 2021 |
| Einwohner | 803  | 699  | 444  | 402  | 317  | 250  |

## Sehenswürdigkeiten

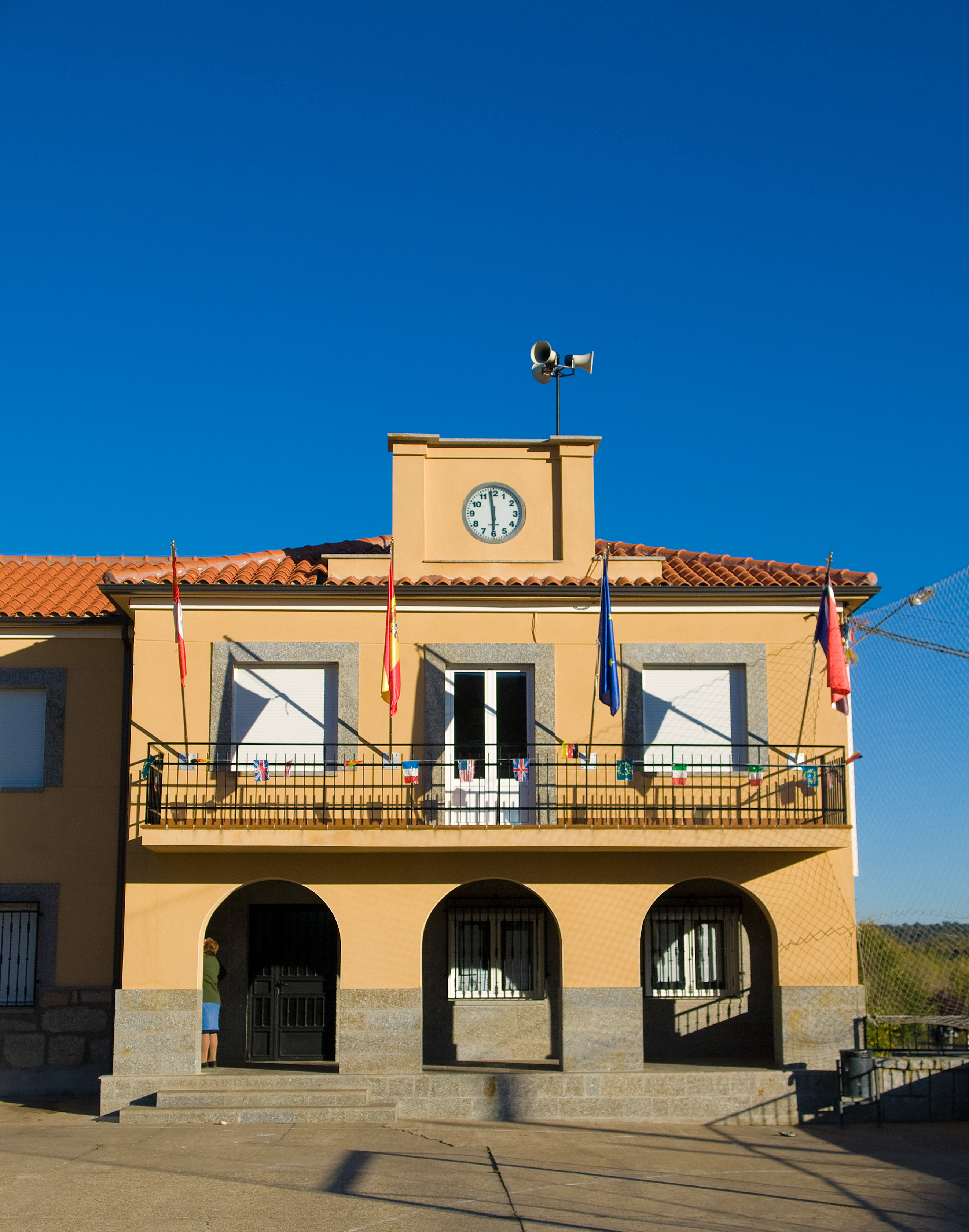
Rathaus

- Marienkirche

## Persönlichkeiten
- Diego de Losada (1511–1569), Konquistador